# Cantonul Carmaux-Nord
Cantonul Carmaux-Nord este un canton din arondismentul Albi, departamentul Tarn, regiunea Midi-Pyrénées, Franța.

## Comune
| Comune                  | Populație (1999) | Cod poștal | Cod INSEE |
| ----------------------- | ---------------- | ---------- | --------- |
| Carmaux                 | 5.789 (1)        | 81400      | 81060     |
| Rosières                | 764              | 81400      | 81230     |
| Saint-Benoît-de-Carmaux | 2.164            | 81400      | 81244     |